# Pthirus pubis
Păduchele pubian (lat.. Pthirus pubis), cunoscut în limbaj popular ca lăței, este o insectă, obligatorie ectoparazită ale  oamenilor, hrănindu-se exclusiv cu sânge uman. Păduchele pubian se găsește de obicei în părul pubian al persoanei infectate, alteori poate fi depistat în gene. La bărbații cu un nivel înalt de pilozitate, lățeii se pot întâlni printre firele de păr de pe abdomen, piept sau în barbă.